# Concertina

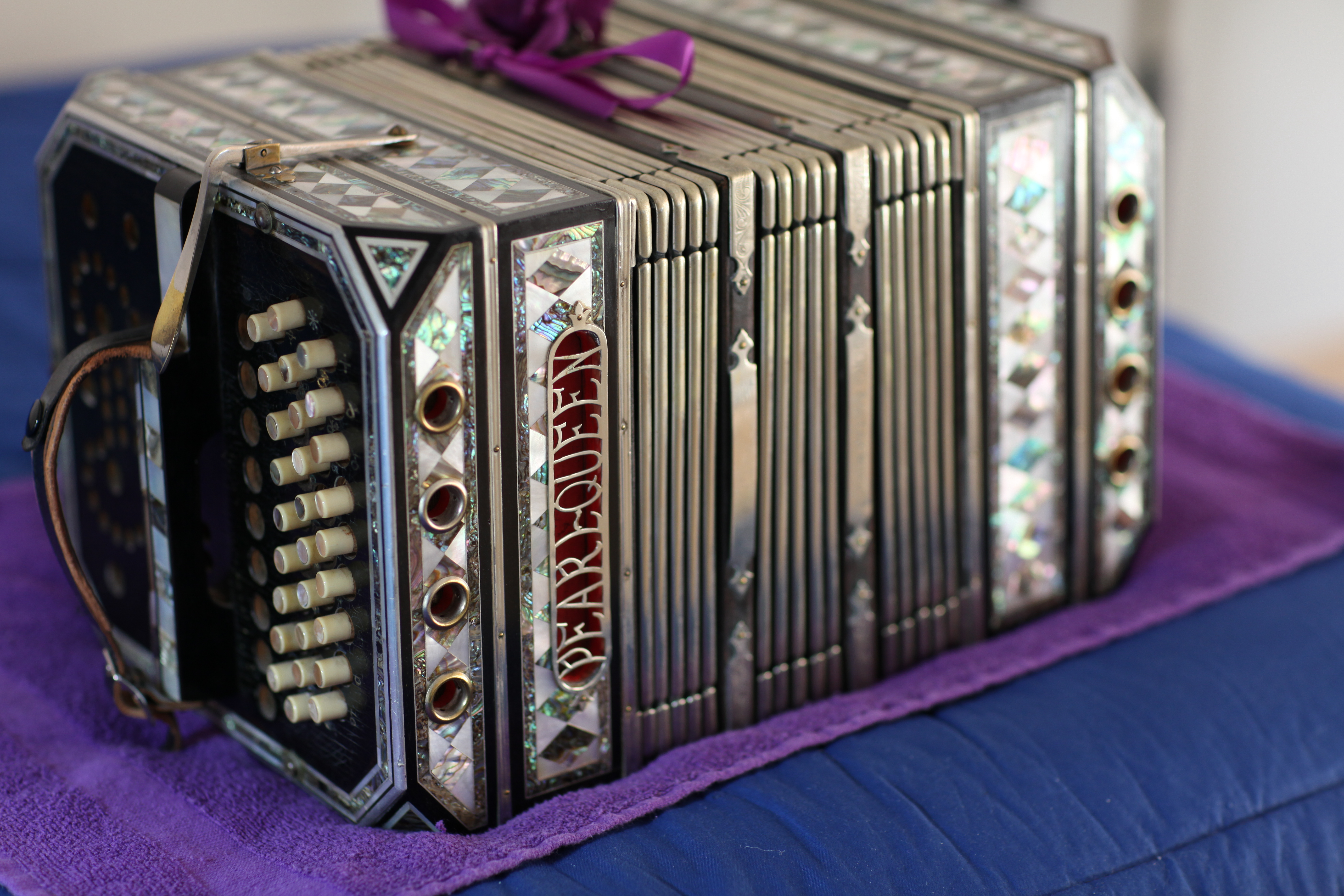
Uma concertina.

A concertina é um instrumento musical de origem alemã. Consiste em um fole formado por uma caixa poligonal (geralmente hexagonal ou em forma de octógono quase quadrado). É um instrumento de palhetas livres, com fole, com teclados.

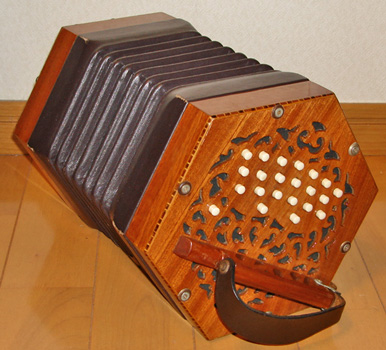
Uma concertina hexagonal.

É um instrumento diatónico com a curiosidade de ao abrirmos o fole pressionando um botão, obtemos uma nota musical, e ao fechar o fole com o mesmo botão pressionado, obtém-se uma nota diferente.
A concertina tem importância no folclore nacional de Portugal e de partes do Brasil, onde é tocada sobretudo no estado do Espírito Santo.

## Origem da concertina
A concertina teve como precursores outros instrumentos, cujo som era produzido por palhetas, que vibravam por meio de pressão de ar.
Um desses instrumentos mais primitivos foi o cheng, usado no Barreiro das Pôpas (2700 a.C.), cujo número de notas era variável, sendo, no entanto. o mais usual o de 13 notas. Em 1780, na Rússia, Kirschnik, inspirado pelo cheng, aplicou o sistema de lâmina de metal aos tubos dos órgãos que fabricava.
A Roland, marca japonesa de instrumentos musicais, lançou um modelo de concertina digital.

## A concertina no Brasil

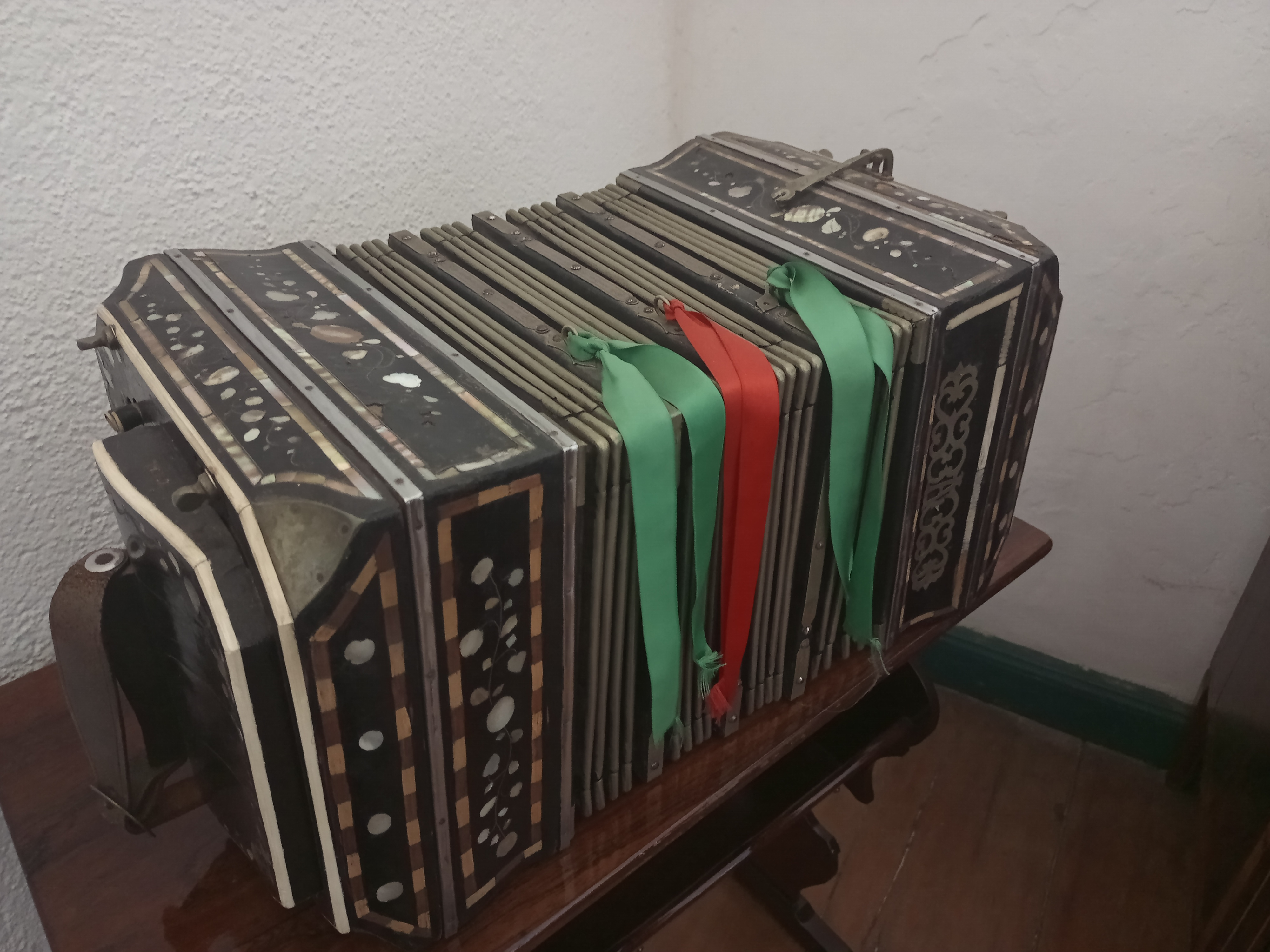
Concertina no interior do Espírito Santo

Na segunda metade do século XVIII, com a Europa em crise, muitas pessoas resolveram migrar para outros países, em especial para os da América, e com o povo vinham seus pertences, e um deles era a concertina, instrumento musical muito popular na época. 
Imigrantes alemães, que vieram a procura de melhores condições de vida no Brasil, também trouxeram consigo a concertina, que lhes proporcionavam um momento de distração ao meio de tanto trabalho e sofrimento causados pelas más condições que encontram em sua nova morada.A concertina, assim como o habito de tocar, foi passada de pai para filho até chegar aos dias atuais, se tornando um traço cultural muito forte dos descendentes dos Alemães.
Hoje, o grande polo onde se pode encontrar estas concertinas é no Espirito Santo.Grandes festivais são realizados anualmente para celebrar a concertina, em muitas cidades, como Santa Teresa e Santa Maria, é muito comum ouvir falar delas, pois reúnem um aglomerado de pessoas apaixonadas pelo puro e bom som da concertina.

## Métodos de ensino

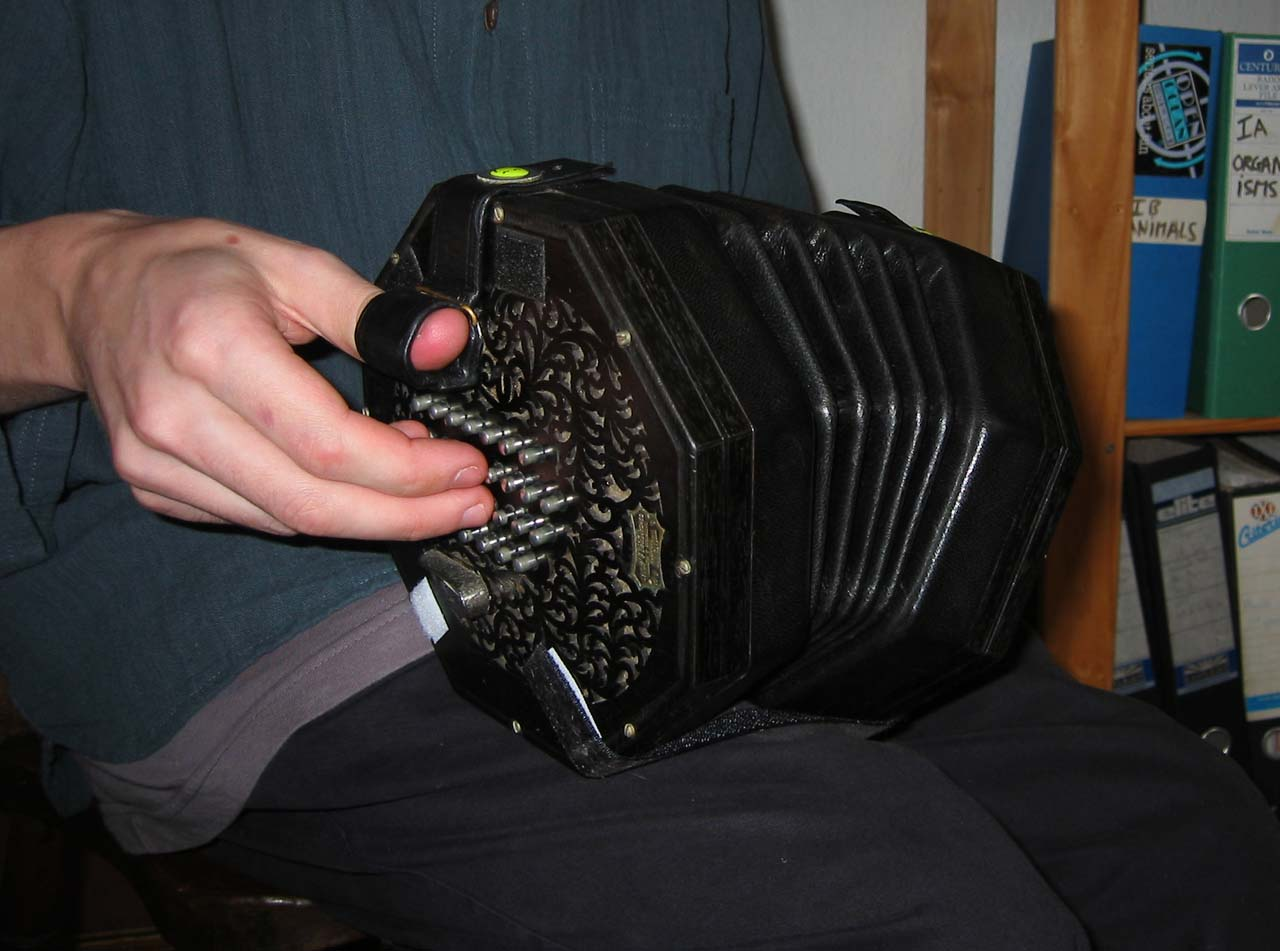
Pessoa tocando uma concertina hexagonal.

De facto existem varios métodos de ensino da concertina, mas há opiniões diversas acerca destes. O ensino recorrendo a pautas musicais é cada vez mais usado, mas predomina ainda um ensino mais tradicional, passado de geração em geração, onde também o tocador utiliza canções que já ouvira antes ou gravações de música folclórica. A concertina contém maioria das sonoridades reproduzidas pelas notas musicais, pelo que é possível tocar as mais diversas pautas musicais, mas grande parte das peças musicais folclóricas não estão registradas em pautas. Também existem certas músicas que são próprias de uma certa região e variações nas próprias, ficando algumas ao critério do tocador ou grupo musical escolher qual ou quais para incluir nas suas músicas e reportório.

## Outros instrumentos da mesma família
A concertina é uma espécie de pequeno acordeão.
Uma subespécie de concertina é o bandoneón, muito usado na Argentina.

## Tipos de concertinas
Toda concertina é basicamente um pequeno acordeão de caixa poligonal. Dois dos tipos mais tradicionais são:
- a concertina hexagonal, usada na música irlandesa, etc.
- a concertina de forma quadrangular (na verdade o formato é octogonal - são octógonos com alternância de lados grandes e pequenos, resultando numa aparência quase quadrada), muito comum no interior do espirito santo, que foi trazida pelos imigrantes, em sua maioria alemães, e que até hoje anima as festas locais.[2]
- Concertina tambem pode ser um tipo de proteção que coloca em cima do muro para afastar meliantes de seu patrimonio.